# ギリシャの戦い
ギリシャの戦い（ギリシャのたたかい）は、第二次世界大戦中にギリシャおよびアルバニア南部地方で起こった戦いである。戦いは連合国（ギリシャ、イギリス連邦）と枢軸国（ドイツ、イタリア、ブルガリア）の間で行われた。ギリシャの戦いは、クレタ島の戦いやいくつかの海戦ともに、第二次世界大戦におけるドイツ軍のバルカン半島攻略作戦のエーゲ海側を構成していたと考えられており、また、ギリシャの戦いは1940年10月28日より始まったギリシャ・イタリア戦争の延長と考えられている。
戦争の前半となるギリシャ・イタリア戦争において、イタリア軍はギリシャ軍に数週間で撃退され、反対にアルバニアの南部をギリシャに奪われる形になった。イタリアは1941年3月、ギリシャへ大規模な反撃を加えたがこれも撃退されたため、ドイツはこれを支援せざるを得なくなった。1941年4月6日、ドイツ軍がブルガリアを経由してギリシャに侵攻し、その南側を占領することを目的にしたマリータ作戦（Unternehmen Marita）が発動された。ギリシャ軍、イギリス連邦軍は粘り強い反撃を行ったが、ドイツ軍の圧倒的な攻勢の前に崩された。アテネは4月27日に陥落したが、イギリス連邦軍は辛くも約50,000名の将兵を脱出させることに成功した。ギリシャ侵攻作戦はペロポネソス地方のカラマタ陥落で素早い進撃を見せたドイツ軍の完勝に終わり、作戦も24日以内で終了した。
ドイツ軍、連合軍内部でギリシャ将兵の粘り強い抵抗には賞賛の声があがった。特に歴史家の一部はドイツのギリシャ侵攻作戦により、ドイツはソ連侵攻を延期せざるを得なくなったが、それは致命的なことであったと主張している。しかしソ連侵攻作戦に影響がないとする歴史家は、ソ連侵攻作戦の発動には影響はなく、むしろイギリスによるギリシャへの干渉は無謀な企てであり、「政治的感傷的決定」もしくは「戦略的な大失敗」であったと主張している。当事者であるイギリス国内でも介入の価値を巡って議論が行われたが、1952年に内閣官房の歴史担当部署によって対ソ戦への影響はなかったと結論付けられている。
他にソ連侵攻の実行責任者であるアドルフ・ヒトラーはソ連侵攻に影響があったという立場に立つ発言をしているが、これは周囲に対して感情的に発した言葉であり、客観的な証拠を伴っていない事が大半の歴史家によって指摘されている。ヒトラーは自身の敗北責任をかつての同盟国（当時、イタリアは親独派と反独派に分離していた）に押し付けていた。

## 背景
第二次世界大戦が勃発すると、ギリシャ首相イオアニス・メタクサスは中立を維持しようとした。しかし、ギリシャはイタリアからの圧力に悩まされており、1940年8月15日、イタリア潜水艦デルフィーノ（Delfino's）がギリシャ巡洋艦エリを魚雷攻撃するまでに至っていた。ここには、ドイツ総統アドルフ・ヒトラーから今後の戦争政策についての相談がなかったため、腹を立てており、独自の方針を確立したいというイタリア統領ベニート・ムッソリーニの思惑があった。そしてドイツ軍に匹敵するような成功を得るため、組みし易い相手と考えたギリシャを目標としたのである。1940年10月15日、ムッソリーニはギリシャを攻撃することを決定した。
10月28日早朝、イタリアのエマニュエル・グラッツィー駐ギリシャ大使が、メタクサスに最終通告を行い、3時間以内に返事をするよう伝えた。そこにはイタリア軍がギリシャ国内にある不特定の「戦略的拠点」へ向かうために、ギリシャ国内を自由に通行をする権利を求めていた。メタクサスは最終通告を一言「Όχι (No)」で拒絶（後にこの日はΕπέτειος του Όχι（参戦記念日）となる）した。しかし、その返事も届かないうちに、アルバニアに駐屯していたイタリア軍はギリシャへ侵攻を始めていた。イタリア軍主力はヨアニナ市の近郊のピンドスに向けてまず前進した。イタリア軍はテュアミス（Thyamis（Kalamas））川を渡りはしたが、そこでギリシャ軍に撃退され、アルバニアまで押し戻された。3週間以内でギリシャ領内のイタリア軍は撃退され、反対にギリシャ軍がアルバニアへ侵攻、アルバニア南部の町はギリシャ軍に占領された。イタリア軍は指揮官の変更、増援の派遣など戦況を盛り返そうとしたが、何も変わらなかった。
|                                             |                                              |
| 1940年10月28日から11月13日 イタリア軍の攻撃 | 1940年11月14日から1941年4月 ギリシャ軍の反撃 |

冬の間、何週間も戦闘を重ねたのち、1941年3月9日、イタリア軍は全ての戦線で反撃を開始、当初優勢ではあったものの、最終的には失敗に終わった。一週間後、12,000名の犠牲者を出したムッソリーニは反撃を終了させ、12日後にアルバニアから脱出した。現代のある分析では、ムッソリーニと司令官が作戦発動時、約55,000名の遠征軍という貧弱な軍事資源しか投入しなかったこと、バルカン半島の秋の天候を考慮に入れていなかったこと、ブルガリア軍の支援を受けなかったことがイタリアの作戦失敗の原因と考えられている。事実、冬の戦いには基本である、冬装備もまともに準備されていなかった。そして、ムッソリーニはイタリア軍需大臣の「1949年まで待たなければ、イタリアは大規模戦争は継続できない」という意見も考慮に入れていなかった。
|                                                     |
| 1941年3月9日から4月23日 イタリア軍による2回目の攻撃 |

一方、6ヶ月に及ぶ戦いで、ギリシャ軍は目立った敵を排除することで局地的な勝利を収めた。しかし、ギリシャには本格的軍事産業が無く、装備、弾薬の供給は、北アフリカでイギリス軍が撃破し、捕獲したイタリア軍の装備に依存していた。そのため、アルバニアでの戦いを継続するために、ギリシャ軍はマケドニア東部、トラキア西部から撤退せざるを得なかった。ドイツがバルカン半島へ侵攻してくることが考えられる以上、ギリシャ軍の戦力では両面での戦線を維持できないことは、容易に想像できたため、立ち位置を変える必要があったのである。ギリシャ軍はブルガリア国境からのドイツ軍の攻撃が始まることを考慮にいれず、アルバニアを侵攻することに主軸を置くことに決定した。

## ドイツの介入とイギリスの支援
イギリスがクレタ島とリムノス島に進駐した4日後の1940年11月4日、ヒトラーは介入を決意、ルーマニア、ブルガリアを経由してギリシャ北部へ侵攻することを命令した。ヒトラーはこの作戦において、イギリス軍の地中海における足場を奪取する計画の一片を成すように計画した。11月12日、国防軍最高司令部は指令18号（ジブラルタル、ギリシャ同時攻略を翌年1月に計画していた）を提出した。しかし、1940年12月、スペインのフランシスコ・フランコ総統はジブラルタルへの攻撃を拒否、地中海を制覇するドイツ軍の計画は変更を余儀なくされた。それにより、地中海を制覇する作戦は、ギリシャを攻略することに限られた。そこで最高司令部は1940年12月13日、指令第20号を提出した。計画は「マリータ作戦」と名付けられ、ギリシャ攻略計画として1941年4月までにエーゲ海北岸をドイツ軍が占領するものであり、必要となれば、ギリシャ全土を占領することも計画されていた。しかし3月27日、ユーゴスラビアで政変が発生、ドイツとの協力を破棄したために、ヒトラーは会議を緊急召集、ギリシャ侵攻計画の変更とユーゴスラビア侵攻を決定、4月6日にギリシャ、ユーゴスラビアを攻撃することとなった。
イギリスは1939年の宣言（ギリシャ、ルーマニアへの侵略行為が発生した場合について述べたもの）により、ギリシャを支援しなければならなかった。最初のイギリス連邦遠征部隊は1940年11月、イギリス空軍のジョン・ダルビアック（John d'Albiac）元帥率いるイギリス第2戦術戦隊であった。ギリシャ政府の同意の下、イギリス軍は10月31日にクレタ島のスダ湾に駐屯、そのため、ギリシャ軍は第5クレタ師団を本土防衛に使用することが可能となった。

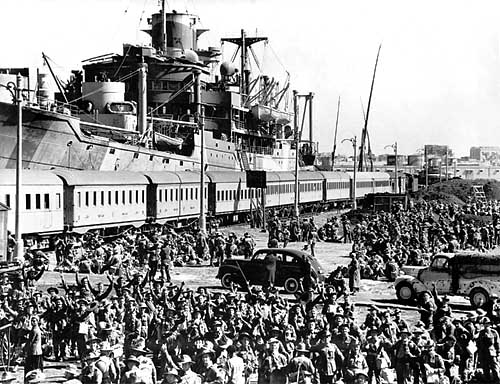
ギリシャへ向かうオーストラリア部隊。エジプト、アレクサンドリアにて。

1940年11月17日、メタクサスはギリシャ軍がアルバニア南部に拠点を確保したことから、イギリス政府とバルカン諸国でアルバニア攻撃を提案した。しかし、ギリシャ軍の計画によるイギリス軍の出動は、当時北アフリカ戦線で戦っていたイギリス軍にとって深刻な状況を作りだすだけだとし、提案を拒んだ。1941年1月13日、アテネにおいてイギリス・ギリシャ首脳会議か行われ、ギリシャ軍最高司令官アレクサンドロス・パパゴスはイギリスに完全な9個師団とイギリス空軍による上空援護を要求した。イギリスは北アフリカ戦線を重要視しており、ギリシャへ送れるのは少数の部隊であるが、急いで送ると答えた。しかしこれはドイツの攻撃を促進するだけであるとするギリシャ軍によって拒否され、ドイツ軍がドナウ川を渡ってルーマニア、ブルガリアに進行した場合、イギリスへの援助を要請することとなった。
イギリス首相ウィンストン・チャーチルはトルコ、ギリシャ、ユーゴスラビアを中心とするバルカン半島に戦線を築くために、アンソニー・イーデン、ジョン・ディル卿にギリシャ政府との交渉を再開するよう命令した。この会談において、ギリシャ側は国王ゲオルギオス2世、メタクサス（1941年1月29日死去）の後継者アレクサンドロス・コリジス、そしてパパゴスらが参加し、アテナで2月22日に開催され、イギリスは遠征軍を送ることが決定した。
ドイツ軍はルーマニアに集結しつつあり、1941年3月1日、ブルガリアへの移動を開始した。そして同時にブルガリア軍も動員され、ギリシャとの国境沿いへの移動を開始していた。3月2日、ラスター作戦（イギリス連邦軍と器材のギリシャへの輸送作戦）が発動、26隻の兵員輸送船がピレウス港へ到着した。4月3日、イギリス、ユーゴスラビア、ギリシャ、それぞれの軍代表による会議でユーゴスラビア軍はドイツ軍が侵攻してきた場合、ストルマ川の谷を遮断すると約束した。この会議の間にドイツ軍がユーゴスラビア、ギリシャへの侵攻を開始すると、パパゴスはイタリア軍に対するギリシャ軍、ユーゴスラビア軍の攻撃に重点を置いた。4月24日までにイギリス連邦軍（イギリス、オーストラリア、ニュージーランド、パレスチナ、キプロス）は62,000人以上の人員を含むオーストラリア第6師団、ニュージーランド第2師団、イギリス第1機甲旅団をギリシャに送った。この部隊（司令官ヘンリー・メイトランド・ウィルソン卿）は後に「W」フォースとして知られることとなる。

## 編成

### 地形
ドイツ軍がギリシャ北部に入るためには、ロドピ山脈を越えなければならなかったが、この山脈には大部隊が通過する余裕のある谷、峠が存在しなかった。そして侵入できるコースとして、1つはブルガリアのキュステンディルの西、もう1つはストルマ川の谷を南へ下るブルガリア、ユーゴスラビア国境付近の2本が存在した。それに対するギリシャの国境防衛は地形を適用しており、さらに、進撃に利用できる道路の防衛を強化していた。ストルマ川、メスタ川はギリシャ、ブルガリア国境を横切っていたが、そこをメタクサスラインとして両方の谷の防御を強化していた。しかし、この防衛線は1930年代後期、ブルガリアとの国境防衛を強化するために作られたもので、フランスのマジノ線をモデルにしていた。その防御力は攻撃位置より防衛線の間が地形的に接近しにくいものであり、それを中心として構築したものが主であった。

### 戦略的要因
ギリシャの山がちな地形は防衛に有利であり、ロドピ、イピロス、ピンドスやオリンポスの高い山々は侵入者を止める役割を果たしていた。しかし、それは同時に、防御陣地の連携が悪くなることも意味していた。そして、ピンドス山脈に陣取った少数の部隊が、アルバニアからの侵入を止めることは可能ではあったが、それに対して、ギリシャ北東部への北側からの攻撃を撃退するのは困難であった。
3月のアテネでの会議では、イギリスはヴァーミオン山脈（Vermion Mountains）に沿ってアリャクモナス川下流へ北東に、アリャクモナス（Haliacmon）ラインでギリシャ軍と合同で防衛することになっていた。パパゴスはユーゴスラビアからの回答を待ち、ギリシャの国家安全のシンボル、メタクサスラインを防衛し、アルバニアからの撤退をしないつもりであった。パパゴスはそうすることによって有利な譲歩をイタリアから得られると主張した。戦略的に重要なテッサロニキの港はほとんど防御できず、イギリス軍の輸送は危険な状態が続いていたが、パパゴスはテッサロニキの地形を利用して防衛を行う準備をするつもりであった。

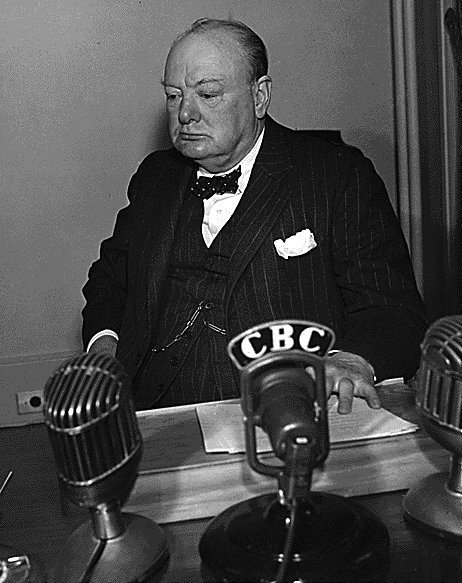
チャーチルはギリシャを支えるためにイギリスは出来得ることを全てするべきであると考えていた。1941年1月8日、チャーチルは「我々に選択肢はほとんどなかったが、我々はギリシャを救うためにありとあらゆる努力をしたことに確信している。」と述べた。

イギリス軍のディル卿はパパゴスの態度を「非協力的で敗北主義だ」と言い放ち、そして、パパゴスの計画ではギリシャ軍は大砲を使って形ばかりの抵抗しかできないという事実を無視しているとした。イギリスは、ギリシャがユーゴスラビアとは良い関係であるが、ブルガリアとはメタクサスラインを築かなければいけないほどの緊張関係からブルガリアに対抗することが大事であるとして北西の国境を無防備にした、と考えていた。国境防衛の貧弱さに対する懸念、ストルマ川、ヴァルダル川方面からドイツ軍が進撃してくればそれが崩壊するだろうという予想があるにもかかわらず、イギリス軍は結局、ギリシャの作戦を認めた。3月4日、ディル卿はメタクサスラインでの防衛計画に同意、3月7日、イギリス内閣も承認した。
部隊の全体命令はパパゴスが行うこととなり、イギリス軍はギリシャ北東で遅滞戦術を行うこととなった。しかしイギリス軍のウィルソンは自軍がそれだけの広さを持つ防衛線を維持するには戦力が足りないと判断、部隊を動かさず、その代わりにアリャクモナスライン全体の内、ヴァルダル川の西40マイル地点で防衛線を張った。この場所を防衛することにより、アルバニアでギリシャ第1軍との接触が保て、なおかつギリシャ中部へのドイツ軍の侵入を阻むことが可能であった。準備期間がまだ必要とされる今、これは小さな戦力で対抗できるという長所が存在した。しかし、それはギリシャ北部をあきらめることであり、このような政治的配慮はギリシャ人には受け入れがたいものであった。さらに防衛地点の西側にはユーゴスラビアのビトラを通過してドイツ軍が侵入する可能性があった。また、ユーゴスラビア軍の早期崩壊とヴァーミオン南部へのドイツ軍の進撃については考えられていなかった。
ドイツ軍の戦略はフランス侵攻で成功した電撃戦であり、ユーゴスラビア侵攻で効果を確かめ、空軍と装甲部隊の連携で迅速な進撃を行う予定であった。テッサロニキを速やかに占領した後は、アテネとピレウス港に向かうことになっており、さらにピレウスとコリントス地峡を制圧することにより、イギリス、ギリシャ両軍の撤退、避難を困難にする予定であった。

### 両軍の事情

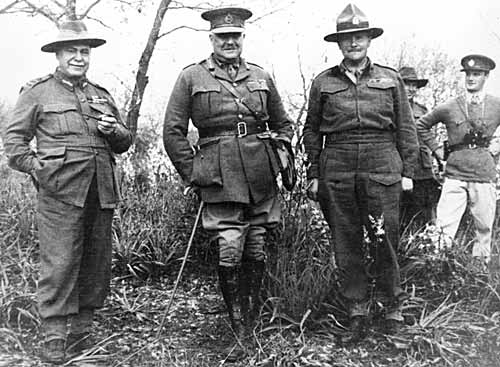
左より
オーストラリア軍中将トーマス・ブレーミー卿
イギリス連邦軍中将ヘンリー・メイトランド・ウィルソン卿
ニュージーランド軍少将バーナード・フライバーグ
1941年ギリシャ。

ユーゴスラビア第5軍はギリシャ国境〜クリバパランカ（Kriva Palanka）間の南東の国境の防衛の責任を負った。しかし、ドイツ軍のユーゴスラビア進撃開始時点で、ユーゴスラビア軍はまだ動員中であり、また、最新の武器等も不足していた。ブルガリアにドイツ軍が移動したことにより、ギリシャ軍の大多数が西トラキアから退却した。この時までにギリシャ第2軍配下でブルガリア国境を防衛している人数は約70,000名であった。残りの戦力はアルバニアに進駐しているギリシャ第1軍、14個師団でしかなかった。
3月28日、イギリスのウィルソン将軍配下のギリシャ第12、第20歩兵師団は中央マケドニアのラリッサの北東に司令部を置いた。オーストラリア師団がヴァーミオンでアリャクモナス川を遮っている間、ニュージーランド師団はオリンポス山の北に進んだ。イギリス空軍はギリシャ中南部の飛行場から軍事行動を続けていたが、戦場に向かうことができなかった。イギリス軍はほとんどが自動車化されていたが、ギリシャの山岳地帯よりも砂漠での戦いに向いている装備であった。また戦車、対空砲などが足りず、さらにイギリスがエーゲ海を制覇したといいながらも、護衛艦、輸送船はドイツ軍が占領している島近辺を通らねばならず、地中海を通した補給線等は脆弱なままであった。これらの事実は輸送を限定化し、さらにギリシャの港の低い機能性のため悪化していった。
ドイツ軍は第12軍（司令官ヴィルヘルム・リスト）がマリータ作戦の責任を負い、その配下には6つの軍が所属した。
1. 第1装甲集団（司令官エヴァルト・フォン・クライスト大将）
2. 第XL装甲軍団（司令官ゲオルク・シュトゥンメ中将）
3. 第XVIII山岳軍団（司令官フランツ・ベーメ中将）
4. 第XXX歩兵軍団（司令官オットー・ハルトマン中将）
5. 第I歩兵軍団（司令官ゲオルク・リンデマン中将）
6. 第16装甲師団、トルコを攻撃する際にはブルガリア軍を支援するために、トルコ、ブルガリア国境に移動する予定であった。

### ドイツ軍の作戦
ドイツ軍の攻撃の凄まじさはフランスでの戦いにおける情報が流れていた。ドイツ軍はアルバニアでの作戦行動でギリシャ軍を牽制し、ユーゴスラビア、ブルガリアとの国境付近のギリシャ軍の数を減らすのに成功していた。そのため、一旦ユーゴスラビアの脆弱な南部防衛線がドイツの装甲戦力に撃破されたならば、メタクサスラインは裏をかかれる可能性があった。このようにテッサロニキに至るアクシオス、モナスティールの谷はドイツ軍がメタクサスラインを迂回するには重要な場所であった。
ユーゴスラビアで発生したクーデターはドイツ第12軍に計画の変更を強いた。3月28日の指令第25号によると、部隊はニシュを経由してベオグラードを攻撃することを可能にするよう、第12軍を再編成することになっていた。4月5日夕方、ユーゴスラビア南部及びギリシャへ侵攻するためのドイツ軍部隊は集結した。

## ドイツ軍の進撃

### ユーゴスラビア軍の崩壊

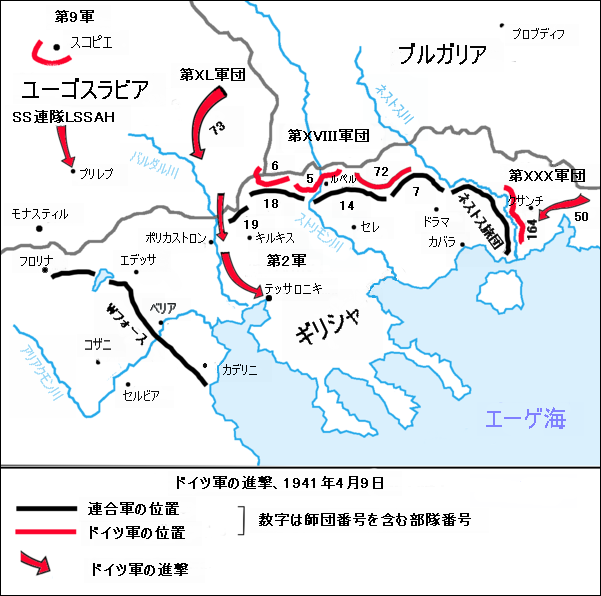
1941年4月9日、ドイツ軍第2装甲師団がテッサロニキを占領した時点での戦線。

4月6日夜明け、ドイツ空軍がベオグラードへの爆撃を開始、ドイツ軍は侵攻を開始した。第XL装甲軍団は5時半、攻撃を開始、ユーゴスラビアを南部を横断すべく、ブルガリアから二手に分かれて侵攻した。4月28日夕方までにSS連隊LSSAHはプリレプを占領した。こうして、ベオグラード、テッサロニキ間の重要なルートは切断され、ユーゴスラビアは孤立しつつあり、ドイツ軍はその時点で攻撃に有利な地点を占拠していた。4月9日夕方、フロリナでギリシャ国境を突破した第XL装甲軍団は攻撃を拡大するためにモナスティールの北へ展開した。この位置を確保することにより、フロリナ、エデッサ、カテリニでWフォース（イギリス連邦軍）、アルバニア内のギリシャ軍は包囲される可能性が生じた。ユーゴスラビア中部からのこの不意の攻撃が両軍の後部へ回ろうとしている間、第9装甲師団の主力はアルバニア国境でイタリア軍と接触を図るために西へ進んだ。
第XVIII山岳軍団所属の第2装甲師団は4月6日早朝、東からユーゴスラビアに侵入、ストルマ川を通過して西へ進んだ。ほとんど敵の抵抗はなく、ただ障害物、地雷の除去、道がぬかるんでいたということで遅れを見せたが、師団はその日、ストルミツァを占領、目的を達した。4月7日、師団北側へのユーゴスラビア軍の反撃は撃退され、翌日、師団はドイラン湖付近に布陣していたギリシャ第19自動車化歩兵師団を撃破した。師団は幅の狭い山道に進撃の遅れを見せたが、4月9日早朝、テッサロニキへの進撃に成功、テッサロニキは戦闘無しで制圧され、それはギリシャ第2軍の崩壊につながった。

### メタクサスライン

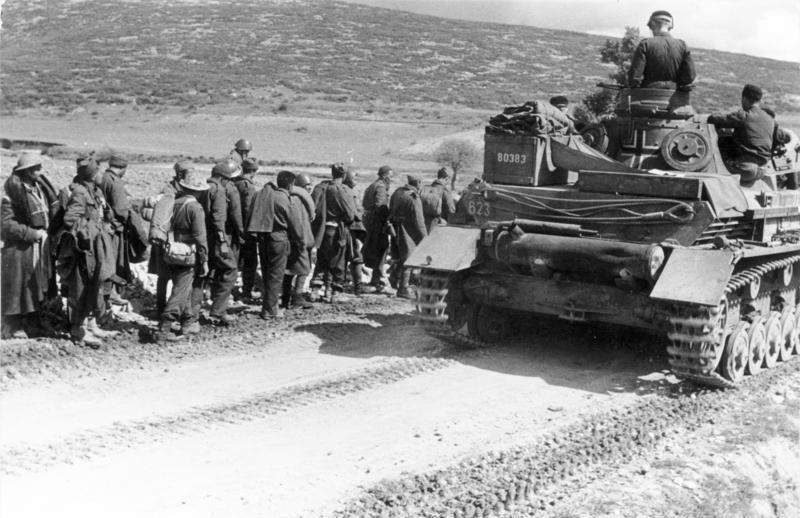
IV号戦車と捕虜

メタクサスラインはギリシャ東マケドニア軍が防衛を担当しており、司令官コンスタンチノス・バコプロス中将の指揮下に第7、第14、第17歩兵師団が所属していた。メタクサスラインはユーゴスラビア国境からブルガリアのゴツェ・デルチェフ方面に東へ伸び、その後エーゲ海へ抜ける総距離170kmに及ぶものだった。メタクサスラインは200,000名の将兵を駐留できるように設計されていたが、兵力不足で約70,000名しか配属できなかった。そのため、ラインには薄く広く兵を配備するしかなかった。
メタクサスラインへのドイツによる攻撃は第XVIII山岳軍団の2個山岳師団に支援された1個歩兵連隊によって開始された。しかし、メタクサスラインのギリシャ軍の反撃により、これは限定的な成功しか収められなかった。初日、ドイツ第5山岳師団は「強力な航空支援にもかかわらず、ルペル峠で撃退され犠牲者を多く出した」と報告した。24箇所存在したメタクサスラインの防衛陣地の内、2箇所が撃破され、後に全て撃破されたが、ルペル、エキノスなど要塞化した都市はその後3日間、ドイツ軍の攻撃に耐えた。
メタクサスラインは3日間は耐えたが、ドイツ軍による砲撃、急降下爆撃の前に撃破され、ドイツ軍の突破を許した。この突破はドイツ第6山岳師団によって行われたもので、高さ約2,100mの雪に覆われた山脈を横断し、思わぬ場所からギリシャ軍を撃破、突破したものだった。師団は4月7日夕方、テッサロニキの鉄道線に到着し、他の第XVIII山岳軍団の部隊は困難な進撃を行っていた。同日、ドイツ第5歩兵師団は強化された第125歩兵連隊と共にストルマ川の両岸に沿ってギリシャ軍を攻撃した。ドイツ第72歩兵師団はゴツェ・デルチェフから山を越えて進撃し、山岳装備、砲兵等の不足というハンデを背負いながらも4月9日夕方にメタクサスラインの突破に成功、セレス北東まで進撃した。しかし、東マケドニア軍司令官バコプロスが降伏した後も、孤立した要塞はドイツ軍が大型砲で攻撃を開始するまで何日も持ちこたえ、一部ギリシャ将兵が船で脱出する時間を作り出すこととなった。

### ギリシャ第2軍の降伏
攻撃線の左翼をなしている第XXX歩兵軍団は4月8日夕方、進撃予定地点に到達、第164歩兵師団はクサンティを占拠した。第50歩兵師団はコモティニをメスト川方面へ進撃、両師団は翌日に到着した。4月9日、ギリシャ第2軍はアクシオス川東の防衛線が崩壊した後に無条件降伏した。4月9日、第12軍司令官リストによる状況判断では自動車化された部隊の早い進撃の結果、第12軍がアクシオス川周辺のギリシャ軍を撃破することにより、ギリシャ中部への進撃を可能にする位置を占拠したことが良い結果につながったとしており、この判断に基づいて、リストは第1装甲集団から第XL軍団へ第5装甲師団を移籍させるよう要請した。リストはそうすることにより、モナスティールの隘路を通過してドイツ軍の進撃をさらに強力にできると結論付けた。この作戦の為に、第XVIII山岳軍団を中心とした東のグループ、第XL装甲軍団を中心とした西のグループの二手に分けて進撃させた。

### コザニの突破
4月10日朝までに第XL装甲軍団は攻撃準備を完了、コザニ方面への進撃を開始した。4月10日朝までに第XL装甲軍団は攻撃準備を終了、コザニ方面への進撃を開始した。すでに防衛が強化されていると考えられていたモナスティールには防衛の隙間が存在しており、ドイツ軍はこの好機を利用した。イギリス連邦、ギリシャ連合部隊との接触はベビ（Vevi）の北で4月10日11時に始まり、SS連隊は4月11日、ベビを占領したが、南側の峠で進撃を止められた。そこでイギリス軍のウィルソン卿はイギリス連邦、ギリシャ混合部隊（司令官の名前から、マッカイフォースと呼ばれる）を移動させ、フロリナの谷でドイツ軍を食い止めるよう命令した。その翌日、SS連隊は偵察を行い、夕方に峠への正面攻撃を開始、激戦の末に撃破した。4月14日朝までには第9装甲師団の先遣部隊がコザニに到着した。

### 峠戦

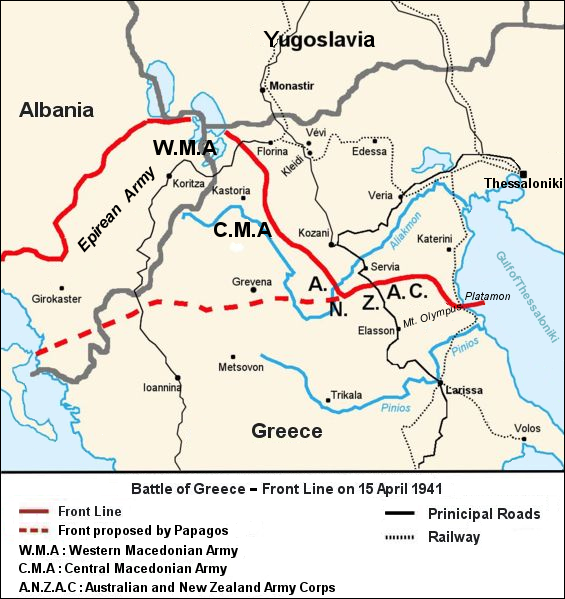
1941年4月15日の戦線

ウィルソンはテッサロニキから進撃しているドイツ軍を足止めしなければならなくなっていたが、その一方でモナスティールの隘路を進撃しているドイツXL軍団が側面にいた。4月12日、ウィルソンはモナスティール川、テルモピュレなどの峠から全てのイギリス軍を撤退させることを決定した。4月14日、ドイツ第9師団はモナスティール川の全域で橋頭堡を確保したが、この地点からの進撃はイギリス連邦軍の激しい砲火で停止させられた。ウィルソンの撤退行動に付随する防衛作戦には3つの防御線が存在した。1つ目はオリンパスとエーゲ海の間のプラタモン（Platamon）トンネル、2つ目はオリンパス峠、最後はセルビア（ギリシャ北部Servia、セルビア共和国ではない）の峠であった。この2本の隘路を通過する進撃をドイツ軍が行うことにより、イギリス連邦軍は効果的な防衛戦を行おうとした。オリンパスの峠、セルビアの峠の防衛は第4、第5ニュージーランド旅団、第16オーストラリア旅団が担当し、翌日からの3日間、ドイツ第9装甲師団の進撃はこのために遅れを見せた。
プラタモンに繋がる尾根には荒廃した古城が存在したが、これを制しているイギリス連邦軍は海岸へと繋がる峠を押さえていた。4月15日、ドイツ軍の戦車大隊の支援を受けたオートバイ大隊が古城を攻撃したが、ドイツ軍はマッカイ大佐率いる第21ニュージーランド大隊に撃退され、作戦に大きな支障をきたした。その日遅く、ドイツ装甲連隊が到着、ニュージーランド大隊に山側から攻撃を加えたが、大隊はこれを撃退した。15〜16日の深夜、ドイツ軍は戦車大隊、歩兵大隊、オートバイ大隊を集め、戦力を増強した。数時間、ドイツ軍装甲部隊が海岸方面から攻撃を加えた後の夜明け頃、ドイツ歩兵部隊がニュージーランド軍の左側面の中隊を攻撃した。

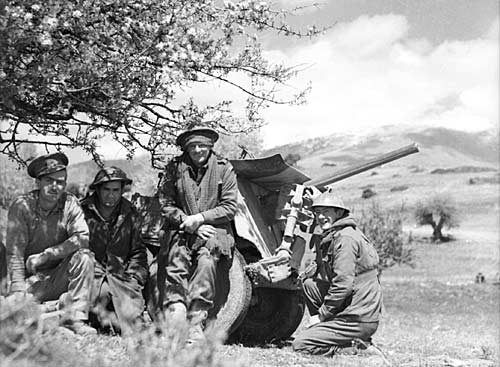
ベビから撤退直後、休憩中のオーストラリア軍対戦車砲要員

この攻撃のためにニュージーランド大隊はピネオス川を横断して夕暮れまでにピネオスゴージュ（Pineios Gorge）の西へ撤退したが、犠牲者は少数で済んだ。しかしマッカイ大佐はその退却について、「たとえ全滅を意味したとしても4月19日まで防衛しなければならなかった」と通達された。大隊が峡谷を渡り終えた後、マッカイ大佐は防衛のために峡谷西端の艀を沈めさせた。ニュージーランド第21大隊は、まずオーストラリア第2/2大隊、後にオーストラリア第2/3大隊の増強を受けた。オーストラリア第2/5、第2/11大隊は、谷間を南西にザキントス島方面に移動、3日から4日の間、谷間の西口を押さえるよう命令された。
4月16日、ウィルソン卿はラミア（Lamia）でパパゴスと会談、部隊をテルモピュレイに退却させると伝えた。そこでブレーミー（Thomas Blamey オーストラリア軍）はテルモピュライへ撤退している間、マッカイ（Iven Giffard Mackay オーストラリア軍）とフライバーグ（Bernard Freyberg, 1st Baron Freyberg ニュージーランド軍）に防衛任務を負わせた。マッカイはラリッサを通る東西の防衛線を南からニュージーランド師団に支援させ、さらにサヴィージ、ザルコスらの部隊をドモコスを経由してテルモピュライへ撤退させた。イギリス第1機甲旅団はサヴィージの部隊がラリッサへ撤退するのを支援、その後、第6師団の撤退も支援した。フライバーグの部隊はニュージーランド師団と同じルートを撤退するアレンの部隊の撤退を支援した。イギリス軍は全部隊の撤退が完了するまで支援攻撃をおこなっていた。
4月18日朝、ピネイオス（pineios）川での戦いは終了し、ドイツ装甲部隊は浮き橋で川を渡り、ドイツ第6山岳師団はニュージーランド大隊を包囲して進み、これを殲滅した。4月19日、第XVIII山岳軍団はラリッサを占領、飛行場を手に入れ、また、イギリス軍の補給物資を入手した。ボロスの港（そこはイギリス軍が上陸した港でもあった）は4月21日陥落、ドイツ軍はディーゼル燃料、ガソリンなどを手に入れた。

### ギリシャ第1軍の撤退と降伏

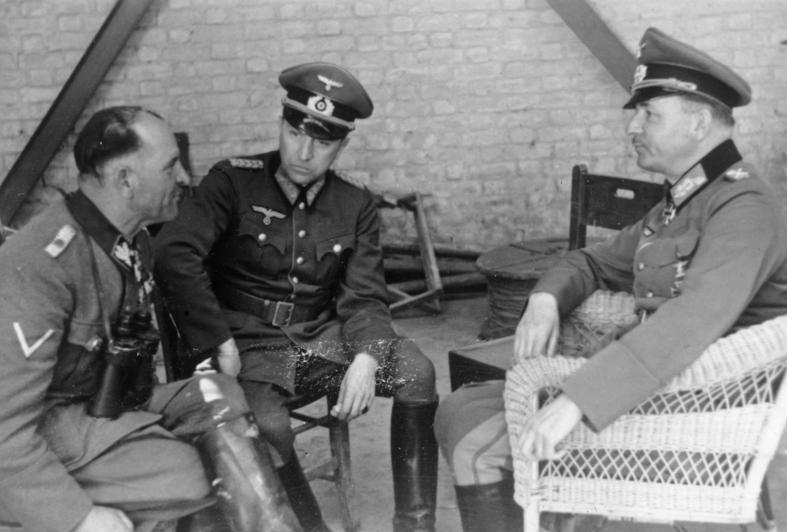
1941年4月ギリシャ、
右側がドイツ第12軍司令官ヴィルヘルム・リスト
左側がヨーゼフ・”ゼップ”・ディートリッヒ

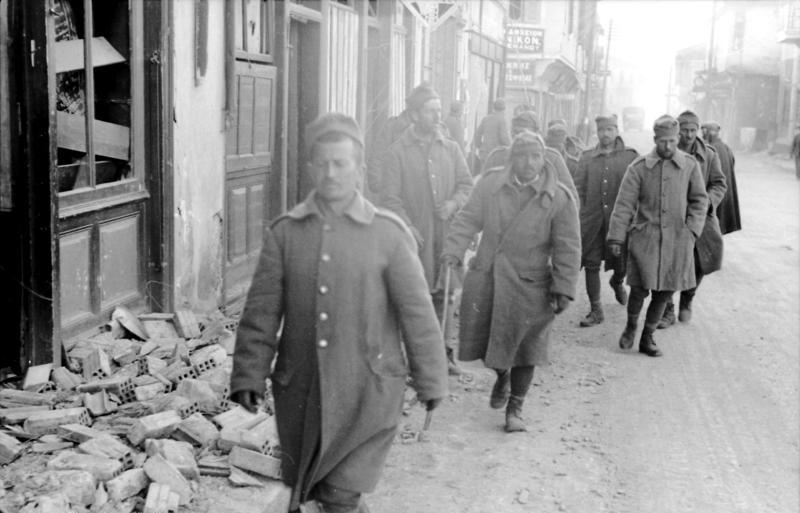
1941年4月、退却するギリシャ将兵

ドイツ軍はギリシャ本土に深く侵入していたが、アルバニアに位置していたギリシャ第1軍は撤退を行っていなかった。このことをウィルソンは「たった1ヤードの土地さえもイタリア軍に与えたく無いがための愚考」と皮肉ったが、結局、4月13日までギリシャ第1軍は撤退の気配を見せなかった。連合軍がテルモピュライへの撤退したために、ギリシャ軍が撤退に使用するピンダス山脈を横切るルートはドイツ軍に遮断される恐れがあった。その頃、ドイツSS連隊LSSAHはメツォボ（Metsovon）の峠を西へイオアニアへ進撃してギリシャ第1軍をアルバニアから切り離す任務を与えられた。4月14日、カストリア（Kastoria）の峠で激しい戦いが行われ、ドイツ軍はギリシャ軍の撤退を阻止した。イタリア軍がギリシャ第1軍への追撃をためらっている間、ギリシャ軍は全面的な撤退を行い始めた。
パパゴスはメツォボへ急行した。4月18日、ドイツSS連隊LSSAHはギリシャ軍部隊と激戦を交わしグレヴェナ（Grevena）へ進撃した。ギリシャ軍部隊は自動車化されたドイツ軍に包囲され、圧倒された。そのため、ドイツ軍はさらに進撃し、4月19日ギリシャ第1軍の最終補給地点イオアニアを攻略した。このことを連合国の新聞は現代ギリシャの悲劇と表現した。元従軍記者で歴史家のクリストファー・バックリーはギリシャ軍の運命について、それは現実のアリストテレスのカタルシスであり、全ての人々の努力と勇気の無益さを恐るべき感覚で経験させた、と述べている。
4月20日、アルバニアのギリシャ軍（司令官ゲオルギオス・ツォラコグル、14個師団所属）は状況が絶望的であることを理解し、ドイツ軍に降伏を申し出た。歴史家ジョン・キーガンは「ツォラコグルがイタリア軍に降伏したくがないために、許可されていない単独での降伏の交渉を、ドイツSS連隊LSSAH司令官、ヨーゼフ・ディートリヒと行った」と書いている。ヒトラーの厳命により、イタリア軍にこのことは伏されたが、ヒトラーは降伏を了承した。しかし、このことを知ったイタリア統領ムッソリーニは激怒、退却しているギリシャ軍への反撃を命令した。4月23日に休戦が決定されるまで、ヒトラーとムッソリーニは話し合った。ギリシャ軍将兵は捕虜として扱われず、将校は軍服の着用、武器の保持をゆるされ、兵士は動員解除後、帰宅も許された。

### ドイツの追撃とイギリスの撤退

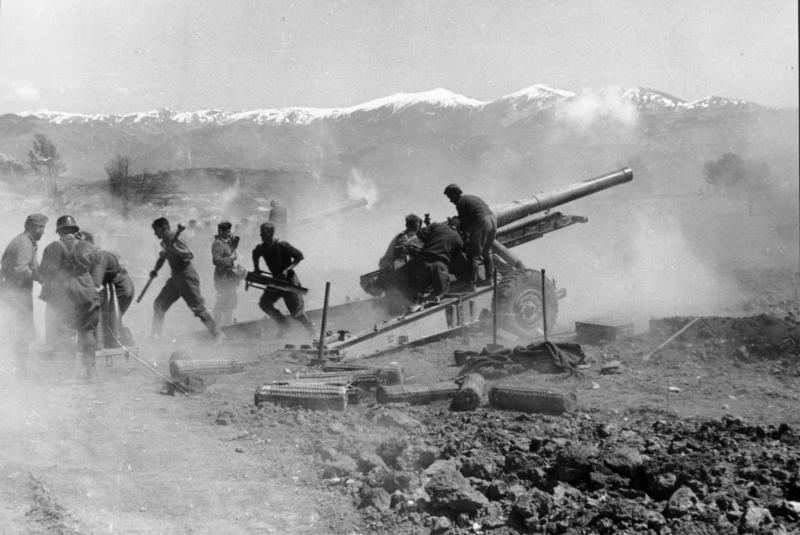
ギリシャで砲撃を行うドイツ軍砲兵部隊

ドイツ軍は4月16日にはすでに連合軍がヴォロス（Volos）、ピレウスから船で撤退しているという情報を掴んでおり、ドイツ軍は追撃に移った。ドイツ軍は退却しているイギリス軍との接触を維持して、イギリスの退却の裏をかこうとし、機動力のない歩兵師団は作戦より除外され、第2、第5装甲師団、第1SS自動車化歩兵連隊と2個山岳師団がイギリス軍の追撃を開始した。

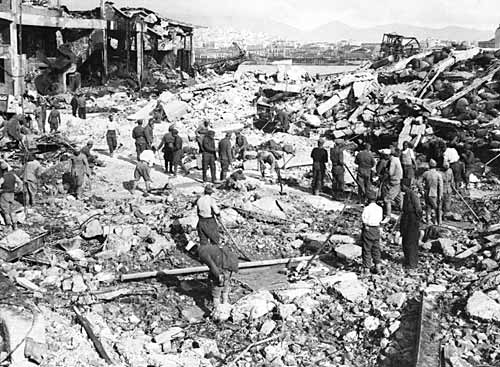
1941年4月6日、ドイツ空軍の爆撃を受けたピレウス。この爆撃の最中、TNT火薬を積んだ輸送船クラン・フレーザーが被弾、大爆発を起こした。

一方、ウィルソンはイギリス軍主力の退却を支援するために、テルモピュライの峠で後衛として最後の防衛を行うよう命令し、マッカイがブラロス（Brallos）の村を占拠する間、フライバーグは沿岸の峠を防衛することとなった。戦いの後、マッカイは「撤退のことは夢にも考えなかった。我々が二週間持ちこたえて、その後、敵の大群に撃破されると思っていた」と語った。4月23日朝、撤退命令がでると2箇所の地点においてそれぞれ1個旅団が防衛、保持することとされた。この任務を命令されたのはオーストラリア第19旅団とニュージーランド第6旅団であり、できる限り峠を保持することとされ、その間に他の部隊の撤退を行うこととされた。4月24日11時半、ドイツ軍は攻撃を開始したが、戦車15両を失い、多くの犠牲者を出した。旅団は丸一日持ちこたえ、遅滞行動をとりながら海岸方向へ撤退し、テーバイでもう一度、防衛線を築いた。これを追撃していたドイツ装甲部隊は峠を中心とする山道に苦しみ、その進撃は鈍っていた。

### ドイツのアテネ進撃

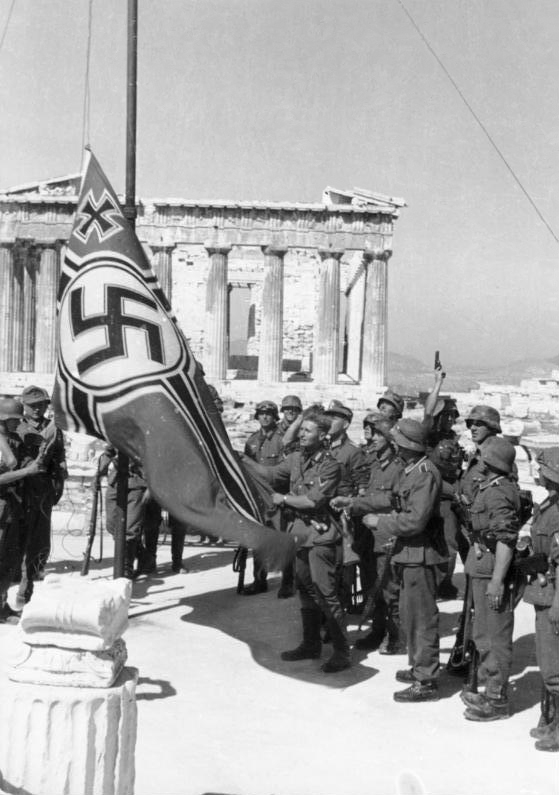
アクロポリスにて国防軍の軍旗を掲げるドイツ軍部隊

イギリス軍はテルモピュライの陣地を放棄した後、テーバイの南の即応防衛陣地へ退却、そしてアテネで最終防衛陣地を築いた。ドイツ第2装甲師団（ハルキスの港を占領するためにエヴィア島へ渡っており、後に戻った）のオートバイ大隊はイギリス軍の後ろに回る任務を与えられた。オートバイ大隊はわずかな抵抗を受けただけで4月27日朝、アテネに到着、以後、装甲車、戦車、歩兵らが続々と到着した。ドイツ軍は大量の燃料（数千トン）、砂糖をつんだ10台のトラック、武器、医薬品、弾薬を積んだ10台のトラックなどを手に入れた。アテネ市民はドイツ軍が数日後にはアテネに侵入すると考えており、家に引きこもり、厳重に戸締りをした。
ドイツ軍がアテネに入る前日、アテネのラジオは以下の発表を行った。
こちらはギリシャの声です。ギリシアは尊厳で、誇りある断固たる態度を示しました。皆さんは皆さん自身が歴史に値することを理解してください。私たちのギリシャ軍の勇気と勝利はすでに評価されています。私たちの目的の正当性も認められ、正に私たちの義務を果たしました。ギリシャは復活し、そして再び偉大な国になるでしょう。なぜならギリシャは正義と自由のために戦ったのですから。兄弟よ！勇気と忍耐を！そして誇り高くあってください。ギリシャの人々よ！あなたたちの心の中のギリシャは誇り高く、威厳を持たねばなりません。私たちは正しき国家、そして勇敢な兵士でした。

4月23日、ドイツ国防軍とイタリア軍、ギリシャ軍の各代表によりギリシャ北西部のマケドニア、西北部のイピロス両地域においての休戦協定が締結された。同日、国王ゲオルギオス二世は、クレタ島へ遷都、同島へ移動する際の声明の中で、この協定は国王に無断で行われたものであると言及したが、その日のうちにドイツ軍はアテネに達した。
ドイツ軍はアテナイのアクロポリスへまっすぐに進撃し、ドイツの旗を掲げた。最も有名な出来事を書いた記事によると、アクロポリスの警備を行うエヴゾネス（民族衣装を纏った衛兵）は、ドイツ軍にアクロポリスに掲げられているギリシャの旗をドイツの旗にするよう求められたが、これを拒否、ギリシャの旗を降ろすと、それを抱いてアクロポリスから飛び降りたという。この話が真実か虚偽かに関係なく、多くのギリシャ人はそれを信じ、その兵士を殉教者と思ったという。

### イギリス連邦軍の退却

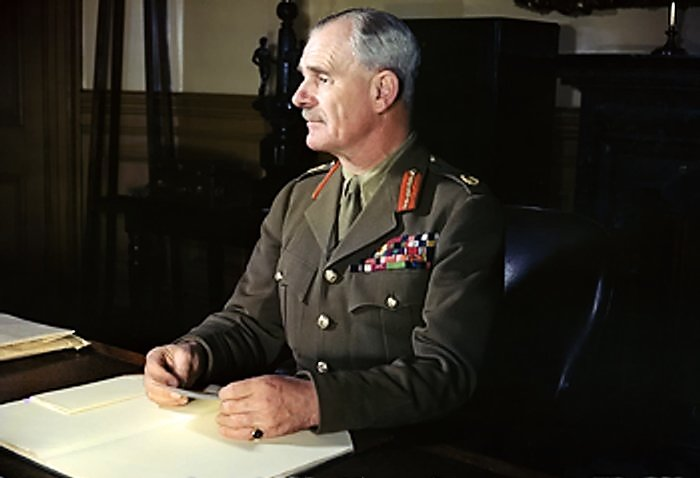
1941年4月15日朝、ウェーヴェルはウィルソンに「我々はもちろんギリシャと緊密に協力して戦い続けなければならないが、こちらのニュースからすると早期に更なる退却が必要のようだ」とメッセージを送った。

4月11日から13日にかけてのギリシャにおいて、イギリス中東派遣軍司令官アーチボルド・ウェーヴェル大将は増援はできないとウィルソンに警告し、中東派遣軍のフレディー・ディー・ガンガン（Freddie de Guingand）少将とウィルソンが信頼する将校との間で避難計画について議論することを認めた。しかし、この時点ではこの退却を主眼においた方針は採用することも言及することもできず、この方針はギリシャ政府から提案されなければならなかった。
ウェーヴェルがウィルソンにこの提案をした翌日、パパゴスは最初の行動を起こした。ウィルソンは中東派遣軍司令部に報告し、4月17日、H・T・ベイリー・グローマン海軍少将を退却に備えるためにギリシャへ派遣した。その日、ウィルソンはギリシャ王、パパゴス、ダルビアック、海軍のタール少将らを集め、アテネで会議を開いた。夜、国王にそのことを伝えたコリジスは王から与えられた仕事を果たせず、また、期待を裏切ったとして自殺した。4月21日、イギリス連邦軍のクレタ島、及びエジプトへの撤退が最終決定された。そして、ウェーヴェルは口頭での命令を書面にしたためてウィルソンに送った。
ニュージーランド第4旅団がアテネへの隘路（後にニュージーランド軍の24時間峠と呼ばれる）を防衛するために残っている間、ニュージーランド第5旅団に所属していた約5,200名は4月24日の夜、東アッチカのポルト・ラフティ（Porto Rafti）から退避した。4月25日（AnzacDay）、少数のイギリス空軍はギリシャを去り（ダルビアックはクレタ島のイラクリオンに司令部を移設した）、そして、オーストラリア軍約10,200名はナフプリオ、メガラから撤退した。しかし、輸送船アルスタープリンス（Ulster Prince）がナフプリオ付近で座礁したため、2,000名が4月27日まで待機させられた。このことから、ドイツ軍はペロポネソスの港でもイギリス連邦軍の退避が始まっていることに気づいた。
4月25日、ドイツ軍はコリントス運河を占拠するために空挺作戦を行ったが、これはイギリス軍の退却を分断することと、ドイツ軍のコリントス地峡への進撃を確保する目的があった。イギリス軍の砲撃のあおりで橋が破壊されるまではドイツ降下猟兵の攻撃は成功していた。第1SS自動車化連隊はイオアニアで再編成され、アルタからメソロンギ（Messolonghi）へピンダス山脈の西山麓沿いに進撃し、西からコリントス地峡への進撃路を確保するためにペロポネソス半島のパトラへ渡った。4月27日17時半、SS連隊はアテネに到着、苦戦していた降下兵部隊が他の部隊に救援されているとの情報を得た。
コリントス運河を渡り、一時的な拠点を確保したことにより、第5装甲師団がペロポネソス半島全体でイギリス連邦軍を追撃することを可能にした。イギリス連邦軍がすでに退避を開始し始めていたため、第5装甲師団はアルゴス経由でカラマタへ進み、4月29日、南海岸へ到着、そこでピルゴス（Pyrgos）から来ていたSS部隊と合流した。ペロポネソスでの戦いは船に乗り損なって孤立した少数のイギリス連邦軍部隊との間で小規模に行われた。ギリシャ中部における攻撃が数日遅れたため、イギリス連邦軍の大部分を分断することはできなかったが、オーストラリア第16、第17旅団を分断することには成功した。4月30日、約50,000名の将兵の退避が終了した。一方、4月24日から5月1日までの間で駆逐艦「ダイアモンド」、「ライネック」とイギリス貨物船4隻、オランダ船3隻、ギリシャ船23隻が失われた。ドイツ軍はおよそ7〜8,000名のイギリス連邦軍将兵（2,000名のキプロス、パレスチナ将兵を含む）とユーゴスラビア将兵を捕虜にし、その一方でギリシャ軍の捕虜となっていたイタリア将兵を解放した。

## その後

### 占領
|                                                                             |
| 三分割占領されたギリシャ イタリア占領地域 ドイツ占領地域 ブルガリア占領地域 |

1941年4月13日、ヒトラーは指令第27号を発令、今後のギリシャの占領方針が示された。さらに、6月29日、指令第31号を発令、ギリシャを分割して占領することが確定し、ギリシャ本土はドイツ、イタリア、ブルガリアの三国で分割占領することとなった。ドイツ軍は戦略的重要地点として、アテネ、マケドニア中部、テッサロニキ、クレタ島を含む大部分のエーゲ海の島々を占領し、さらにフロリナも占領したが、そこはイタリア、ブルガリア両国も要求した。ツォラコグルが降伏した日、ブルガリア軍はトラキアに侵入、エーゲ海への出口を求め西トラキア、東マケドニアを併合しようとした。ブルガリア軍はストルマ川（Strimon river）以東からエビロス川（Evros river）以西のアレクサンドルーポリを含む地域を占領、残りのギリシャ東半分をイタリアが占領した。イタリア軍は4月28日、イオニアのエーゲ海の島々を占領し始めた。6月2日にペロポネソスを、6月8日にテッサリアを、そして6月12日にアッティカをそれぞれ占領した。
ギリシャの占領により、ギリシャ国民は非常に困難な生活を強いられたため、窮乏、飢えから死亡者が出た。また、占領国にもその占領は困難で、高い代償を支払わなければならなかった。なぜならば、ギリシャ人は抵抗組織を創設、ゲリラ活動を行い、スパイ網を形成したからである。

### クレタ島の戦い
| クレタ島に空挺降下するドイツ降下猟兵 | クレタ島における両軍 |

1941年4月25日、イギリス連邦軍はギリシャ本土からクレタ島へ移動しており、ドイツ軍はそれを5月20日に攻撃した。ドイツ軍は降下猟兵を大量投入し、マレメ（Maleme）、レティムノ、イラクリオンとクレタ島内の3つの飛行場へ攻撃を開始した。7日間に及ぶ激しい戦闘後、連合軍司令官は戦況が絶望的であるとして、スファキア（Sfakia）から撤退することを命令した。1941年6月1日までに連合軍の撤退は終了、その後、クレタ島はドイツ軍が占領した。しかし、作戦に参加したドイツ第7降下猟兵師団は大損害を負い、ヒトラーはその後の空挺作戦を禁止することとなる。ドイツ降下猟兵の父、クルト・シュトゥデント降下猟兵大将は、クレタ島は「ドイツ降下猟兵の墓場」であり、「惨憺たる勝利」であると発言した。5月24日夜間、ギリシャ国王ゲオルギス2世と政府要員はクレタ島からエジプトへ避難した。

## 評価
ドイツ軍によるギリシャ侵攻はドイツ軍の大勝利に終わった。イギリス軍には北アフリカ、バルカン半島で同時に大規模作戦行動を取ることができるほどの物資、戦力が中東には存在しなかった。さらに、たとえイギリス軍がギリシャにおいてドイツ軍の侵攻を阻止することができたとしても、バルカン半島の全域で状況を打開することは不可能であったと考えられる。しかし、イギリス軍はクレタ島及び近辺の島を保持することで、当初、クレタの空軍基地を利用して、地中海中東部で海軍の軍事行動を支援する目的があったとされる。ギリシャにおけるドイツ軍勝利には以下の要因がある。
1. ドイツ軍の戦力、装備の優位。[120]
2. 制空権をドイツ空軍が奪取したこと、及びギリシャ軍がイギリス空軍に多くの飛行場を提供できなかったこと。[121]
3. イギリス軍の戦力不足によるイギリス連邦遠征軍の戦力不足。[120]
4. ギリシャ軍の状況、不十分な装備等の悪条件。[121]
5. 低機能な港、道、鉄道などの低いインフラ状況。[122]
6. イギリス、ギリシャ、ユーゴスラビア軍間の協力不足、及び統一命令機関の欠如。[121]
7. トルコの断固たる中立維持。[121]
8. ユーゴスラビア軍の早期崩壊。[121]

ギリシャでの敗戦後、イギリス国内ではギリシャへの遠征軍の派遣について激しい批判が起こった。また、このギリシャへの遠征により、イタリアの勢力圏であるリビアを征服するにも、エルヴィン・ロンメル率いるドイツアフリカ軍団の3月攻勢を防衛するにも戦力不足であったイギリス中東派遣軍にさらなる戦力を送ることができなくなった。そのため、イギリス陸軍参謀総長アラン・ブルック元帥はギリシャへの派遣が「戦略的な大失敗」であるとしており、もしギリシャで戦った戦力が北アフリカに送られていたならば、1941年中に北アフリカでの戦いを終わらせていた可能性も指摘されている。1947年、ガンガンが政府内においてギリシャでの戦略について説明したとき、それが間違いであったことを認めるよう提案した。一方、バックリーはイギリスが1939年、ギリシャの独立保障を宣言しており、それを実行しなければ、ナチス・ドイツとの戦いにおいて倫理的な正義を得ることができなかったであろうと主張している。また、歴史学の教授、ハインツ・リヒターによれば、チャーチルはギリシャでの戦いを通して、アメリカを参戦に導こうとしており、ギリシャでの敗北後もこの戦略を主張したとしている。ジョン・キーガンは、「ギリシャでの戦いは両軍の勇敢な敵に互いに栄誉を与え、それはまさに古い紳士の戦いのようであった。」とし、また、数で圧倒されたギリシャ、イギリス連邦軍は「正しく、良い戦争を行ったという雰囲気があった。」としている。
フライバーグとブレーミーらが作戦に対する不安を持っていたにもかかわらず、イギリス政府はその懸念を払う努力をしなかった。このことはオーストラリアで騒動を引き起こしており、ブレーミーが1941年2月18日にギリシャへの異動予告を受けたとき、ブレーミーはこの作戦について不安を持っていたが、イギリス政府はオーストラリア政府にこの作戦の懸念部分を伝えていなかった。そのため、ウェーベルはブレーミーにオーストラリア首相ロバート・メンジーズよりこの作戦について許可をもらっていると伝えた。また、この作戦についてはロンドンで行われた会談でチャーチルからメンジーズに伝えられ、チャーチルはフライバーグとブレーミーはこの遠征に賛成したとも伝えた。ブレーミーがこの作戦を最も危険な作戦と語った翌日の3月5日、ブレーミーはメンジーズへの手紙で「この作戦は、ヨーロッパへの小刻みな戦力投入であり、私はもちろん、懸念しています。」と書いている。しかし、ブレーミーたちがこの作戦に乗り気であると判断したオーストラリア政府はオーストラリア軍をこの作戦に参加させた。

### 対ソ戦との関連
1942年、イギリス国会はこのギリシャでの作戦を「政治的感傷的な決定」と批評した。イーデンはこの批評を拒絶し、イギリス連邦における決定は一致しており、この作戦により、枢軸国のソ連侵入を遅らせることになると主張しており、これはキーガンら一部の歴史家たち（特にキーガンは晩年の著作でも同様の主張を繰り返している）にこの戦いが第二次世界大戦の分岐点であったと主張した根拠となっている。ブルックはドイツ軍のソ連侵攻がバルカン半島での作戦行動により、実際に遅れたと認めたようでもある。ジョン・N・ブラッドレーとトーマス・B・ブュエルは「バルカン半島での作戦行動のみはバルバロッサ作戦を遅らせることにはならなかったが、全体的な作戦行動を遅らせることにはなってしまっていた。」と結論付けている。
一方、リヒターはイーデンの発言を「歴史の捏造」としている。ベイジル・リデル＝ハートとガンガンは「このドイツのマリータ作戦がドイツ軍のソ連侵攻を遅らせたとしても、イギリス政府の決定が正しいと結論できない、なぜならば、これが最初の重要なゴールではないからである」と主張している。1952年、イギリス内閣官房の歴史担当部署はバルカン半島での作戦行動はバルバロッサ作戦の発動に影響を及ぼしていないと結論付けた。また「5月15日から6月22日までバルバロッサ作戦が延期された理由は、侵攻準備が整っていなかったことと、冬の多雨のために、晩春まで川が氾濫していたからである」と主張する意見もある。
ヒトラー自身はレニ・リーフェンシュタールによれば「イタリア軍がギリシャへ侵攻せず、我が軍がギリシャへ向かうことがなければ、この戦争はちがった結末を迎えただろう。我々は何週間も続いたロシアの寒さを克服し、レニングラード、モスクワを征服し、スターリングラードでの悲劇もなかったであろう。」と語ったとされる。マルチン・ボルマンが残した資料にも同様の発言が記録されているが、ヒトラーの主張は上記のような根拠を用意しての主張ではなく、単純にドイツの破滅についてその政治的責任を同盟国に押し付けようとしたに過ぎないと指摘されている。

## ギリシャでの抵抗活動
1941年、国会において、ヒトラーはギリシャの抵抗活動について感嘆し、その作戦について「歴史の判断として、我々と対立している敵の内、ギリシャの兵士たちが特に勇気を持って我々に戦いを挑んできたことを認めざるを得ない。彼らは更なる抵抗が不可能となったとき、我々に降伏を申し出た。」と述べ、ギリシャ将兵は「勇敢に戦った」としてギリシャ軍将兵の捕虜の即時釈放と本国送還を命令した。ドイツ軍参謀総長ヴィルヘルム・カイテルは「総統はギリシャ人の勇敢な戦いと潔白を認めており、ギリシャ人たちには尊重すべき場所を与えるべきであったが、イタリアがそれを無為にしてしまったと言った。」としている。イタリア・ドイツが侵攻している間、ギリシャの抵抗を見たイギリス首相チャーチルは「従って、我々はギリシャ人が英雄のように戦うのではなく、英雄がギリシャ人のように戦うと言うようになるでしょう」と語ったとされている。 1940年12月3日付けのギリシャ国王ゲオルギオス2世がアメリカ大統領フランクリン・ルーズベルトへ送った手紙にルーズベルトは応えて、「全ての自由な民族は皆、ギリシャの不屈の勇気に深く感動する」と述べた。また、1942年10月29日付けのギリシャ大使への手紙において、ルーズベルトは「ギリシャの自由を略奪した者が正当な結末にいたるまで、我々全員が従わなければならない態度を示した」と書いている。